# Pausa

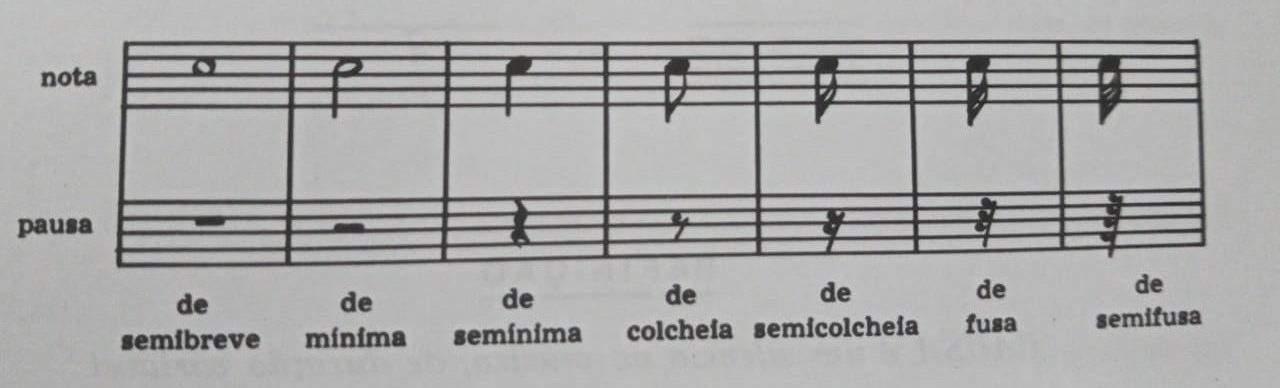
Figuras Musicais e suas respectivas Pausas

Pausa é um intervalo de silêncio variável em uma peça de música, representada por sinais que indicam a duração desse silêncio, que tomam o nome das figuras cuja duração correspondem.
É importante lembrar que, em música, a palavra pausa é usada com dois significados: 1. Um silêncio de duração variável; 2. O sinal que representa esse silêncio.
As sete pausas são: 
Pausa de Semibreve

Semibreve e sua Pausa correspondente

Semibreve é a figura rítmica de maior duração usada atualmente na notação musical padrão. Por ser a figura mais longa em uso, ela é usada como referência para as durações relativas de todas as demais notas. Tem o valor de 4 tempos: o dobro da mínima ou metade da breve. Logo, sua pausa corresponde ao mesmo valor de tempo.

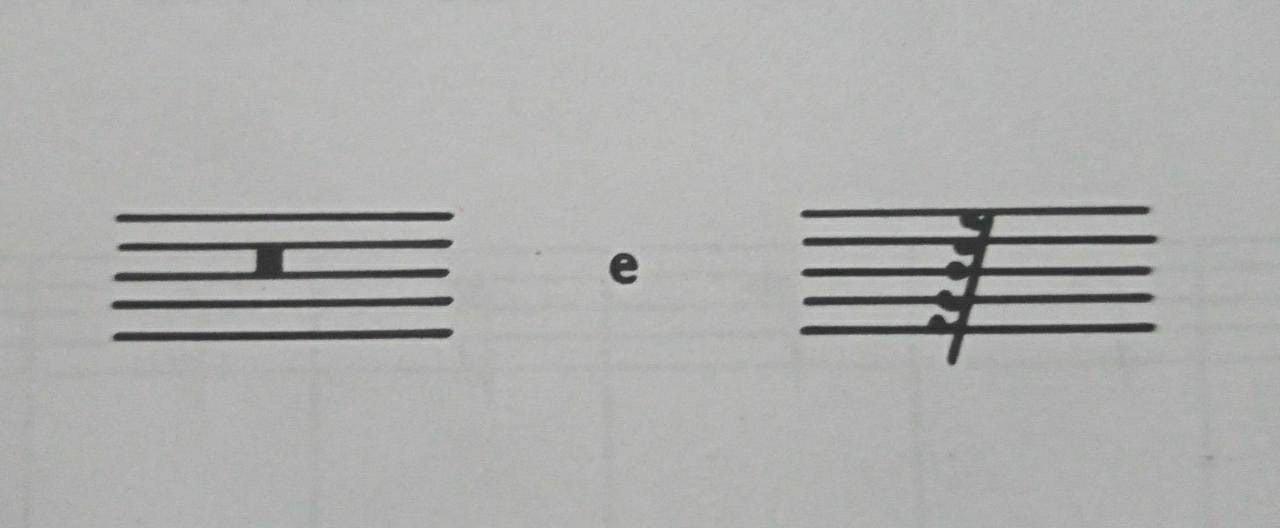
Pausas de Breve e Quartifusa, respectivamente

A pausa com duração de semibreve é uma linha grossa que preenche a metade superior do terceiro espaço da pauta (colada à quarta linha).

Pausa de Mínima

Duas Mínimas e sua Pausa correspondente

Mínima é a figura musical cuja duração equivale à 1/2 da semibreve, ou o dobro de uma semínima. Logo, sua pausa corresponde ao mesmo valor de tempo.
A pausa com duração de mínima é uma linha grossa que preenche a metade inferior do terceiro espaço da pauta (colada à terceira linha).

Pausa de Semínima

Duas Semínimas e sua Pausa correspondente

Semínima é a figura musical cuja duração equivale à 1/4 de uma semibreve, ou metade de uma mínima. Logo, sua pausa corresponde ao mesmo valor de tempo.
A pausa com duração de semínima é uma linha ondulada que alguns descrevem como um z unido a um c.

Pausa de Colcheia

Colcheias e Pausa correspondente

Colcheia é a figura musical cuja duração equivale à 1/8 de uma semibreve, ou metade de uma semínima. Logo, sua pausa corresponde ao mesmo valor de tempo.
A pausa com duração de colcheia é uma linha curta na diagonal, com uma bandeirola.

Pausa de Semicolcheia

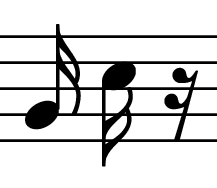
Semicolcheias e Pausa correspondente

Semicolcheia é a figura musical cuja duração é de 1/16 de uma semibreve, ou metade de uma colcheia. Logo, sua pausa corresponde ao mesmo valor de tempo.
A pausa com duração de semicolcheia é uma linha curta na diagonal, com duas bandeirolas.
Pausa de Fusa

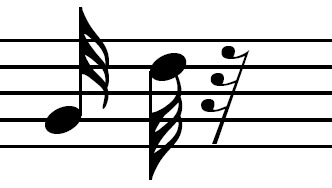
Duas Fusas e sua Pausa correspondente

Fusa é a figura musical cuja duração é de 1/32 de uma semibreve, ou metade de uma semicolcheia. Logo, sua pausa corresponde ao mesmo valor de tempo.
A pausa com duração de fusa é uma linha curta na diagonal, com três bandeirolas.
Pausa de Semifusa

Semifusas e sua Pausa correspondente

Semifusa é a figura musical cuja duração é de 1/64 de uma semibreve, ou metade de uma fusa. Logo, sua pausa corresponde ao mesmo valor de tempo.
A pausa com duração de semifusa é uma linha curta na diagonal, com quatro bandeirolas.
As pausas obedecem à mesma proporção das notas, isto é, cada qual vale duas da seguinte. Entre as figuras de pausas, existem duas que são utilizadas raramente, são elas: breve e quartifusa
Pausa de Breve: Vale o dobro da Pausa de Semibreve
Pausa de Quartifusa: Vale a metade da Pausa de Semifusa